# Савени (Јаши)
Савени (рум. Săveni) насеље је у Румунији у округу Јаши у општини Гропница. Oпштина се налази на надморској висини од 135 m.

## Становништво
Према подацима из 2002. године у насељу је живело 761 становника, од којих су сви румунске националности.